# NGC 6902A-1
NGC 6902A-1 is een balkspiraalstelsel in het sterrenbeeld Boogschutter. Het hemelobject werd op 2 september 1836 ontdekt door de Britse astronoom John Herschel.

## Synoniemen
- ESO 285-4
- MCG -7-41-32
- AM 2019-442
- PGC 64575